# Riyo Mori
Riyo Mori (Japans: 森 理世, Mori Riyo) (Shizuoka, 24 december 1986) is de Japanse vrouw die in 2007 Miss Universe Japan werd en
vervolgens Miss Universe won.

## Biografie
Mori begon reeds over vierjarige leeftijd met dans. Ze studeerde ballet in Canada en nam ook deel aan wedstrijden.
Op 15 maart 2007 werd Mori gekroond tot Miss Universe Japan door haar voorgangster Kurara Chibana.
Als Miss Universe Japan vertegenwoordigde Mori haar land op de Miss Universe-verkiezing die in 2007 in Mexico werd gehouden. Ze nam het op tegen 77
concurrentes. Op 28 mei won ze haar plaats in de top vijftien. Met de hoogste score in de badpakkenronde ging ze door naar de laatste tien. In de avondjurkronde plaatste ze vierde. In de laatste ronde werd haar gevraagd welke les die ze als kind leerde haar leven nog steeds beïnvloed. Ze antwoordde dat ze door haar dansleraren en andere studenten geleerd had altijd vrolijk, geduldig
en positief te zijn en dat ze die principes ook wil doorgeven aan de volgende generatie.
Uiteindelijk werd Riyo Mori tot Miss Universe 2007 gekroond door de winnares van het vorige jaar, Zuleyka Rivera. Ze was de tweede Japanse ooit die Miss Universe werd na Akiko Kojima in 1959.
Volgend op haar titel reisde Mori de wereld rond en verscheen ze ook op televisie en in reclame. Ze is verder van plan een dansschool te openen in Tokio.